# Контргамбит Нимцовича
Контргамби́т Нимцо́вича — шахматный дебют, начинающийся ходами: 
 1. e2-e4 e7-e5 
 2. f2-f4 d7-d5 
 3. e4:d5 c7-c6.
Относится к открытым началам. Вариант контргамбита Фалькбеера.
Дебют назван по имени А. Нимцовича, впервые применившего ход 3. …c7-c6 в игре против Р. Шпильмана в 1907 году. В XX веке встречался в партиях таких шахматистов, как С.Тартаковер, Ф.Маршалл, Э.Грюнфельд, Я.Эстрин.
Основная идея чёрных — пожертвовать пешку в целях быстрого развития фигур и получения дебютной инициативы. По современным оценкам, контргамбит Нимцовича — довольно интересное, но не вполне достаточное для уравнения игры продолжение.

## Варианты
- 4. d5:c6 Kb8:c6 5. d2-d3 Cf8-c5 — с преимуществом у чёрных
- 4. Kb1-c3! e5:f4 5.Kg1-f3 Kg8-f6 6.d2-d4
  - Кf6:d5 7. Кс3:d5 Фd8:d5 8. Сc1:f4 Фd5-е4+ 9. Фd1-е2
  - Cf8-d6 7. Фd1-е2+ Фd8-e7 8. Фе2:е7 Кре8:е7
- 4. Фd1-e2

## Примерная партия
Симон — Гедульт, Париж, 1981
1. e2-e4 e7-e5 2. f2-f4 d7-d5 3. e4:d5 c7-c6 4. Фd1-e2 c6:d5 5. Фe2:e5+ Cf8-e7 6. Фe5:g7? Ce7-f6! 0-1 Белые теряют ферзя, на 7. Фg7-g3 последует 7. …Сf6-h4.